# ONE Friday Fights 19
ONE Friday Fights 19: Kulabdam vs. Musaev (también conocido como ONE Lumpinee 19) fue un evento de deportes de combate producido por ONE Championship llevado a cabo el 2 de junio de 2023, en el Lumpinee Boxing Stadium en Bangkok, Tailandia.

## Historia
El evento fue encabezado por una pelea de muay thai de peso gallo entre Kulabdam Sor Jor Piek Uthai y Ilyas Musaev.

## Bonificaciones
Los siguientes peleadores recibieron bonos de ฿350.000.
- Actuación de la Noche: Rittidet Sor Sommai, Kohtao Petsomnuk y Ferzan Cicek